# Sainte-Suzanne (Mayenne)
Sainte-Suzanne foi uma comuna francesa localizada no departamento de Mayenne, na região do País do Loire. Em 1 de janeiro de 2016, passou a formar parte da nova comuna de Sainte-Suzanne-et-Chammes.
Pertence à rede das As mais belas aldeias de França.